# Biserica parohială reformată din Râu Alb
Biserica parohială reformată din Râu Alb este un monument istoric aflat pe teritoriul satului Râu Alb; comuna Sălașu de Sus. În Repertoriul Arheologic Național monumentul apare cu codul 91198.02.

## Localitatea
Râu Alb (în maghiară Fehérvíz) este un sat în comuna Sălașu de Sus din județul Hunedoara, Transilvania, România. Prima atestare documentară datează din anul 1411, cu denumirea Feyruizy.

## Biserica
În cimitirul actual se pot observa două biserici. Una, aflată în ruină, prezintă pe frontonul de deasupra intrării, o pisanie în limba maghiară, care îi precizează clar ctitorii și destinația. Este vorba despre un lăcaș reformat cu clopotniță reclădită în anii 1838-1839, de către nobilul de origine română Ladislau Koszta din Băiești.
Biserica medievală data din secolul al XV-lea, iar preotul său a fost menționat în 1548 și 1559. Biserica a fost folosită ca biserică simultană de obștea ortodoxă (ulterior unită) și cea reformată. Comun era și cimitirul. Parohia reformată a solicitat permisiunea de a construi o biserică separată la o ședință de consiliu care a avut loc pe 28 iunie 1778. Noua biserică, construită în 1783, a fost arsă de turci în 1788 și renovată de congregație în 1838-39.

## Imagini din exterior

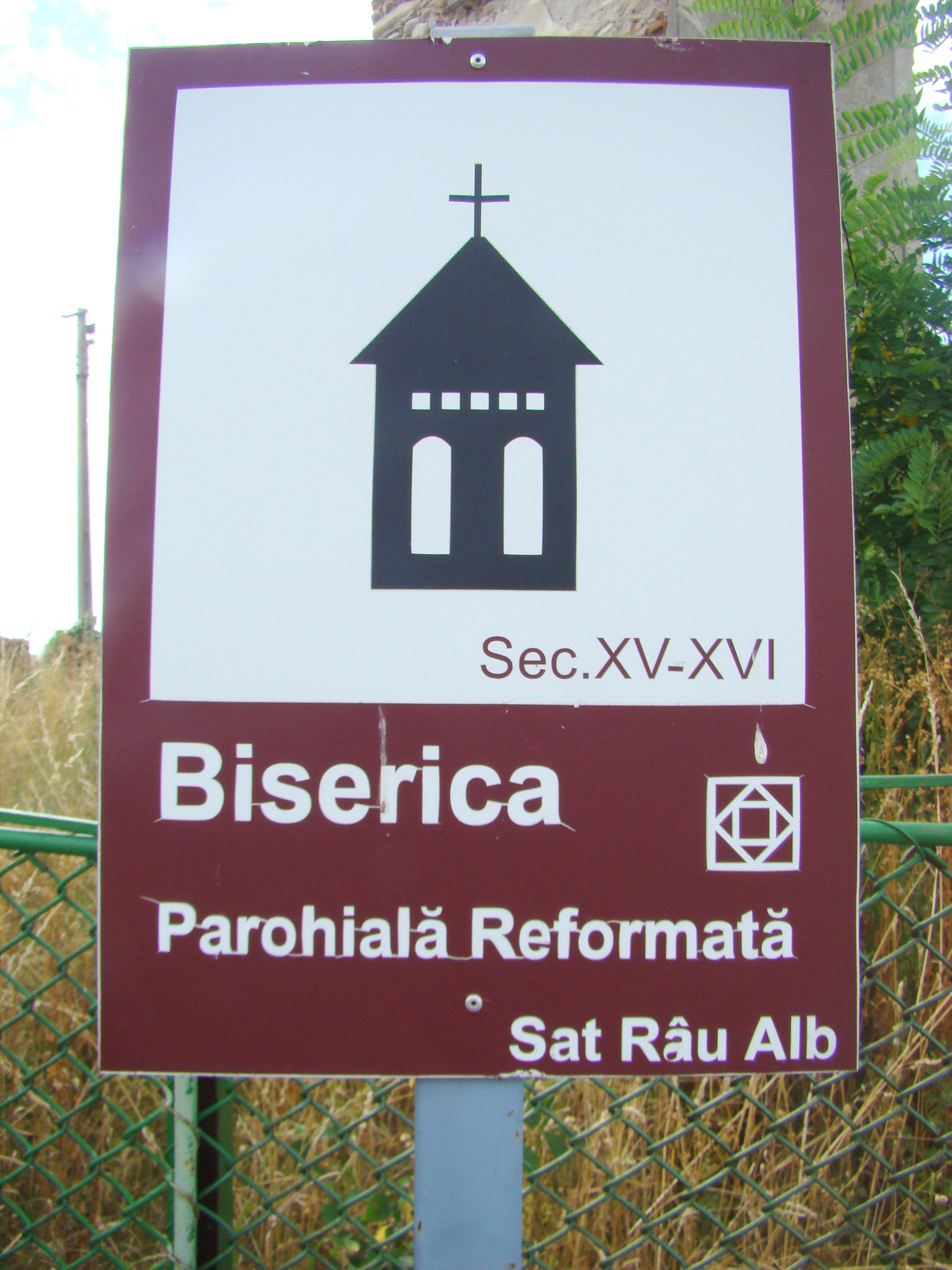
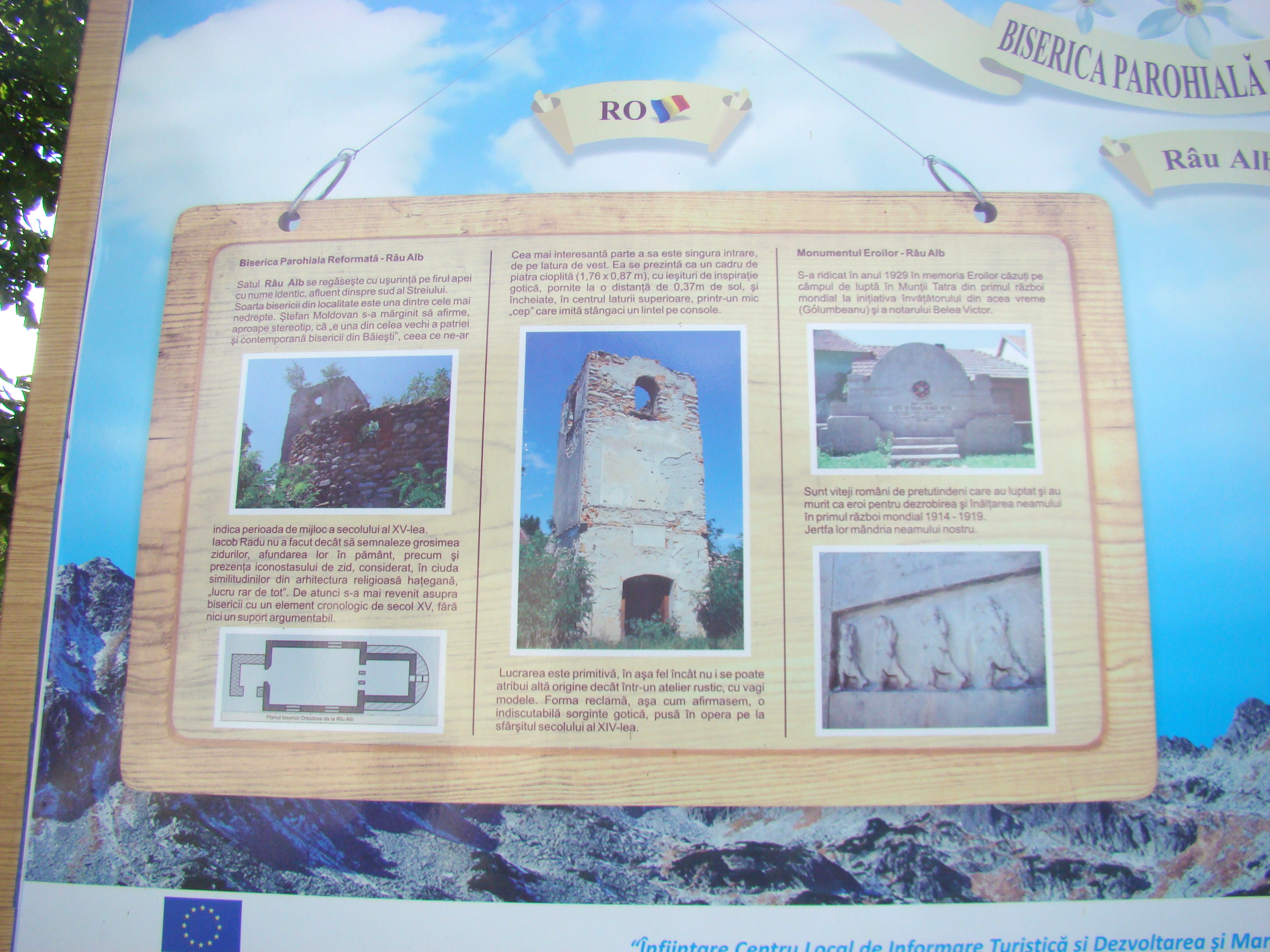
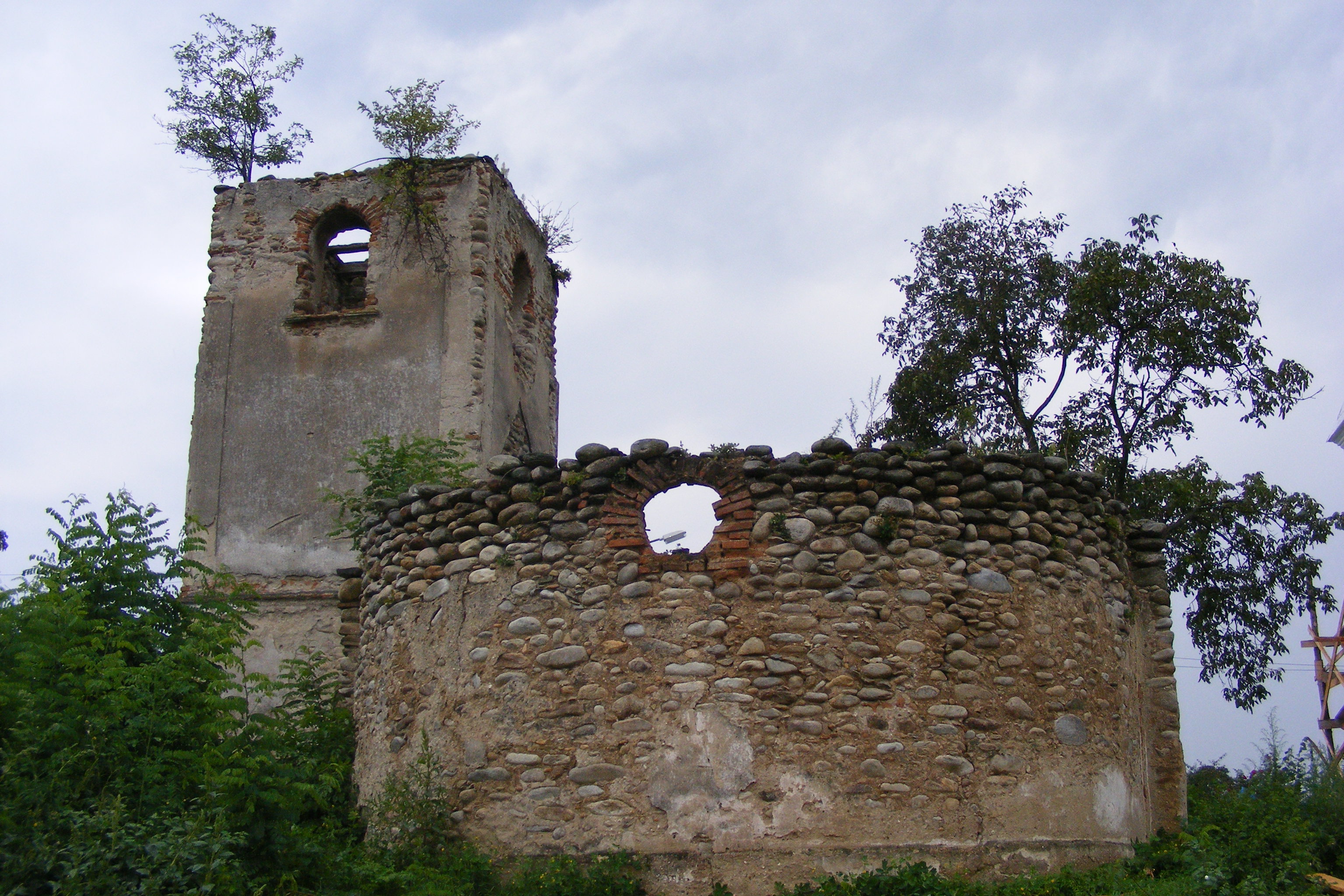
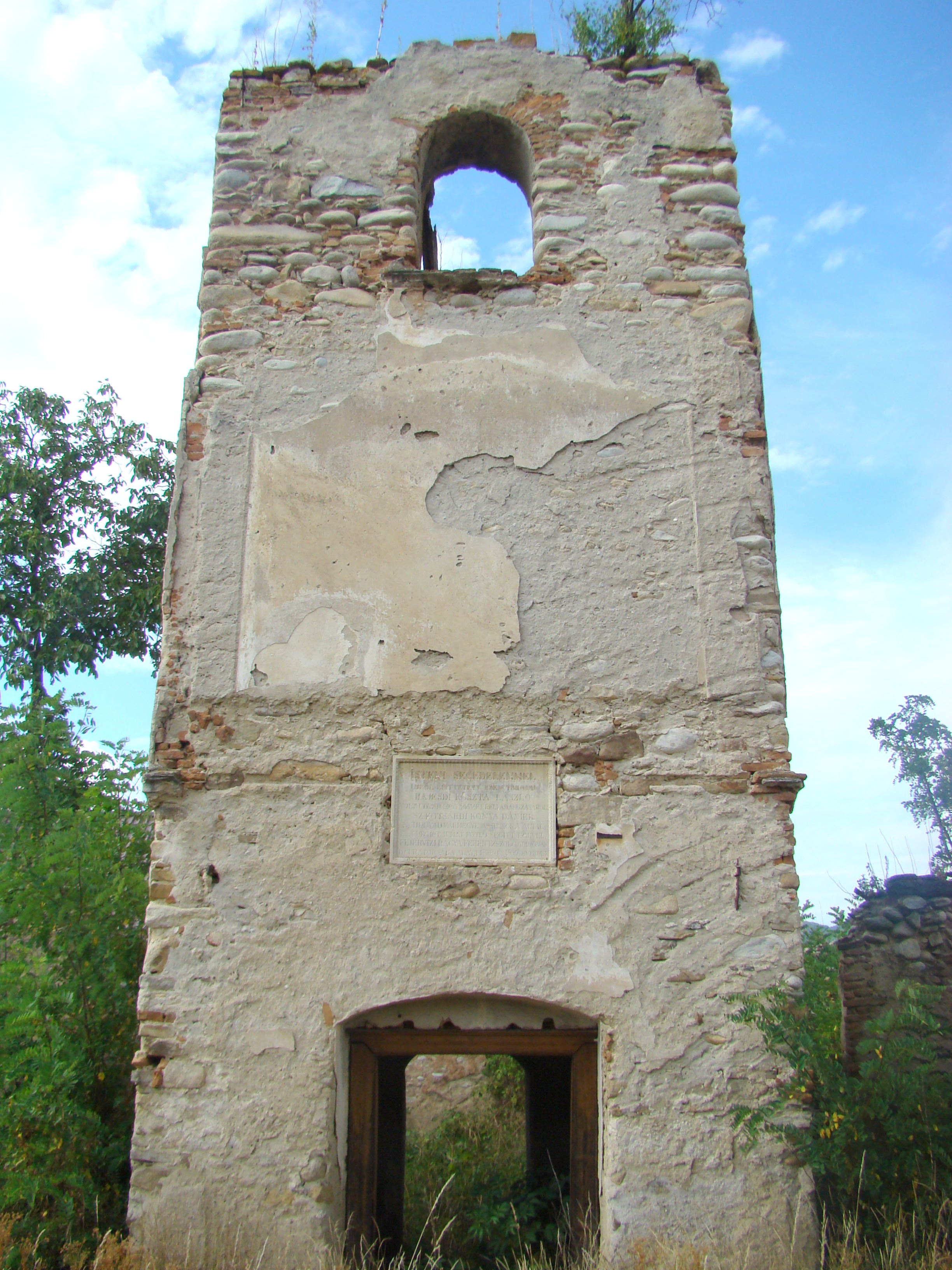
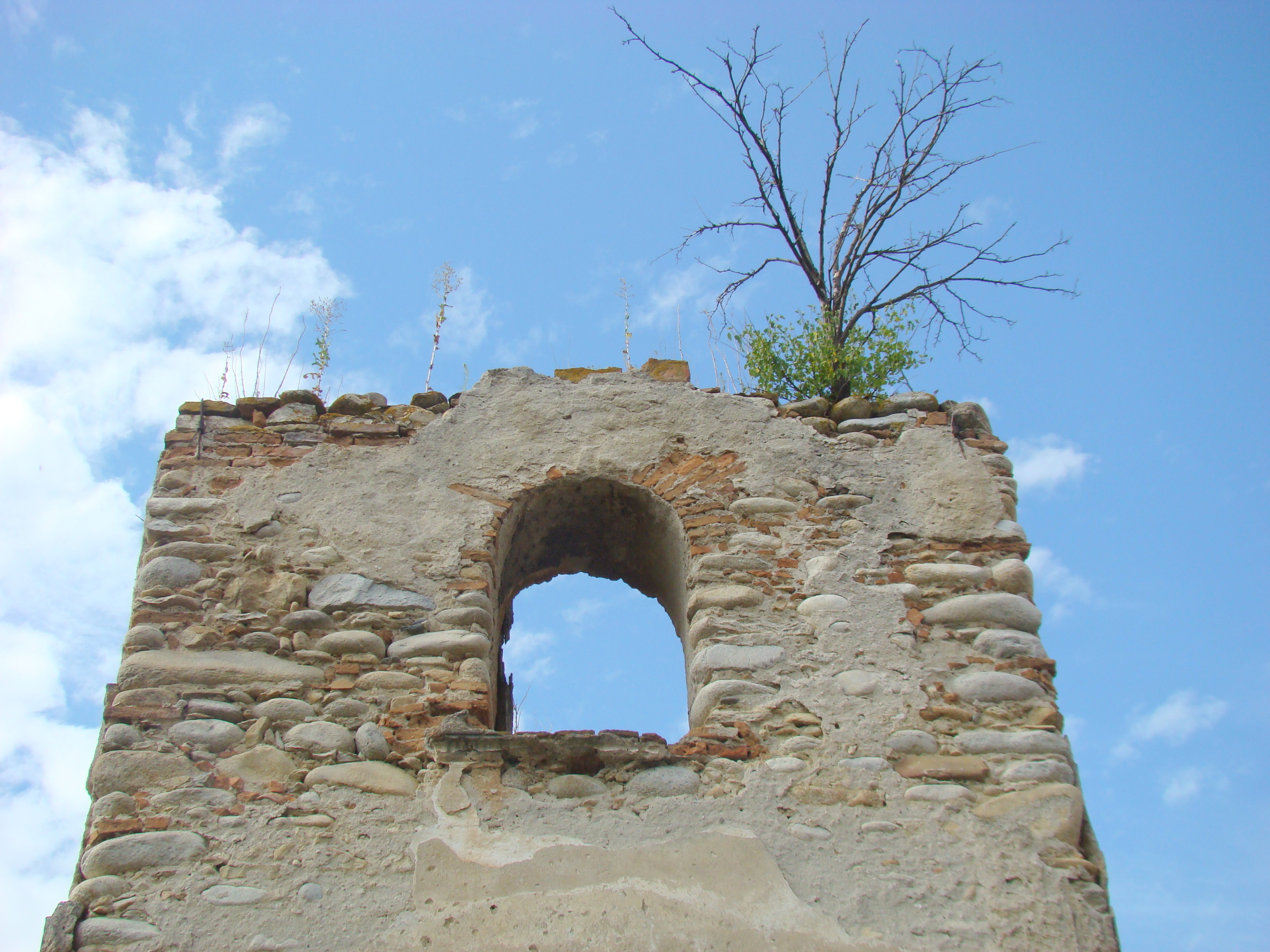
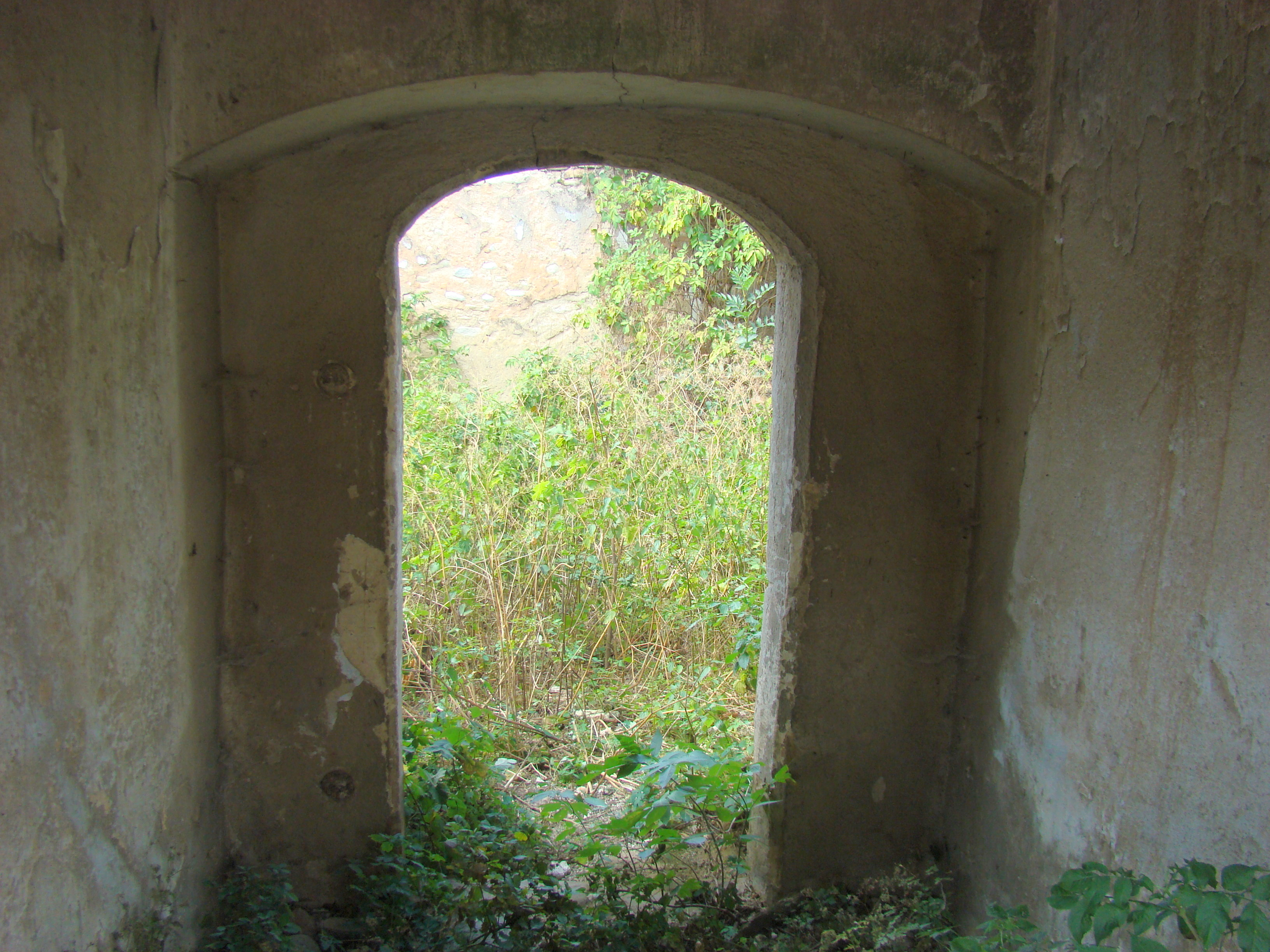
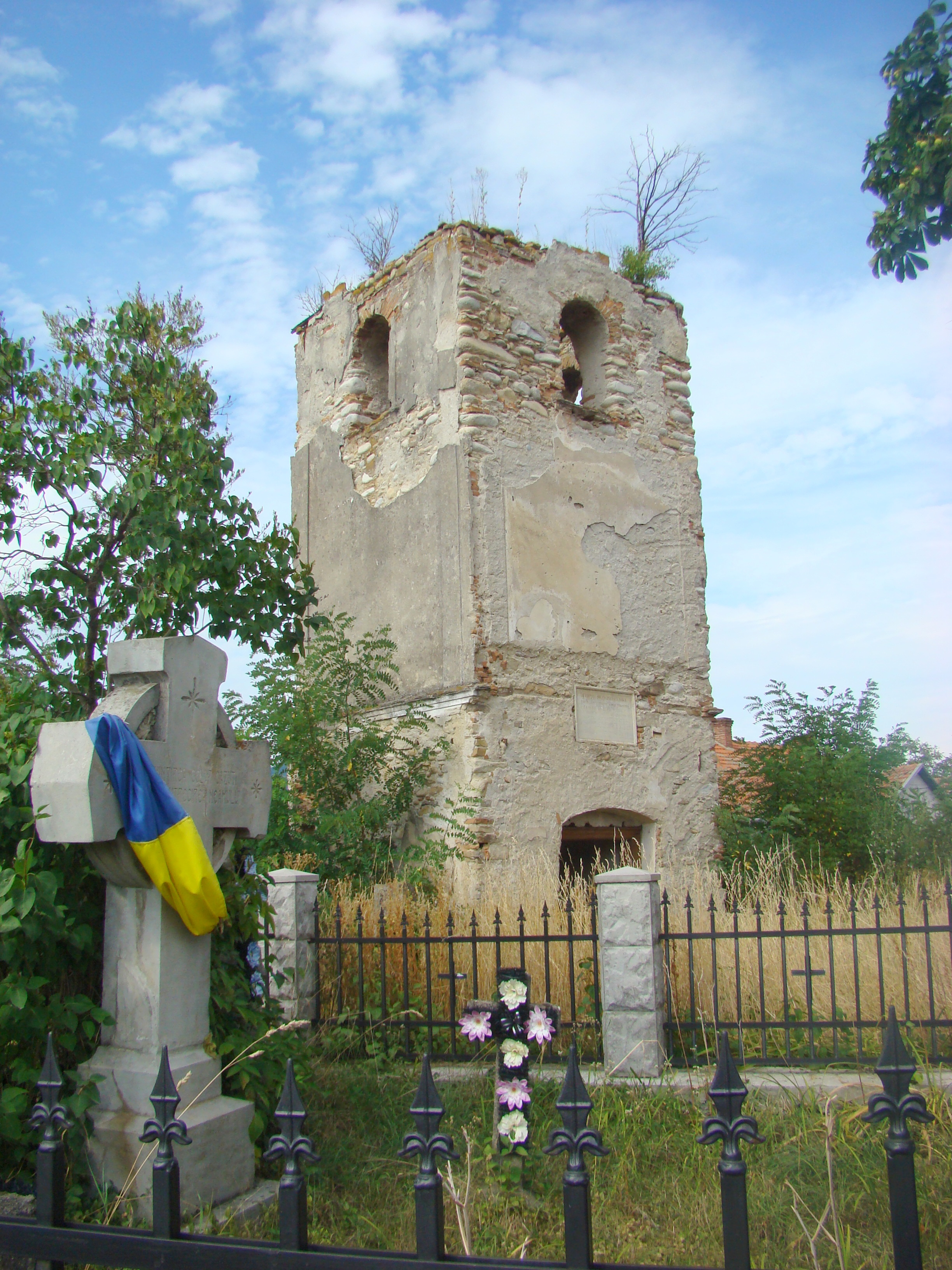
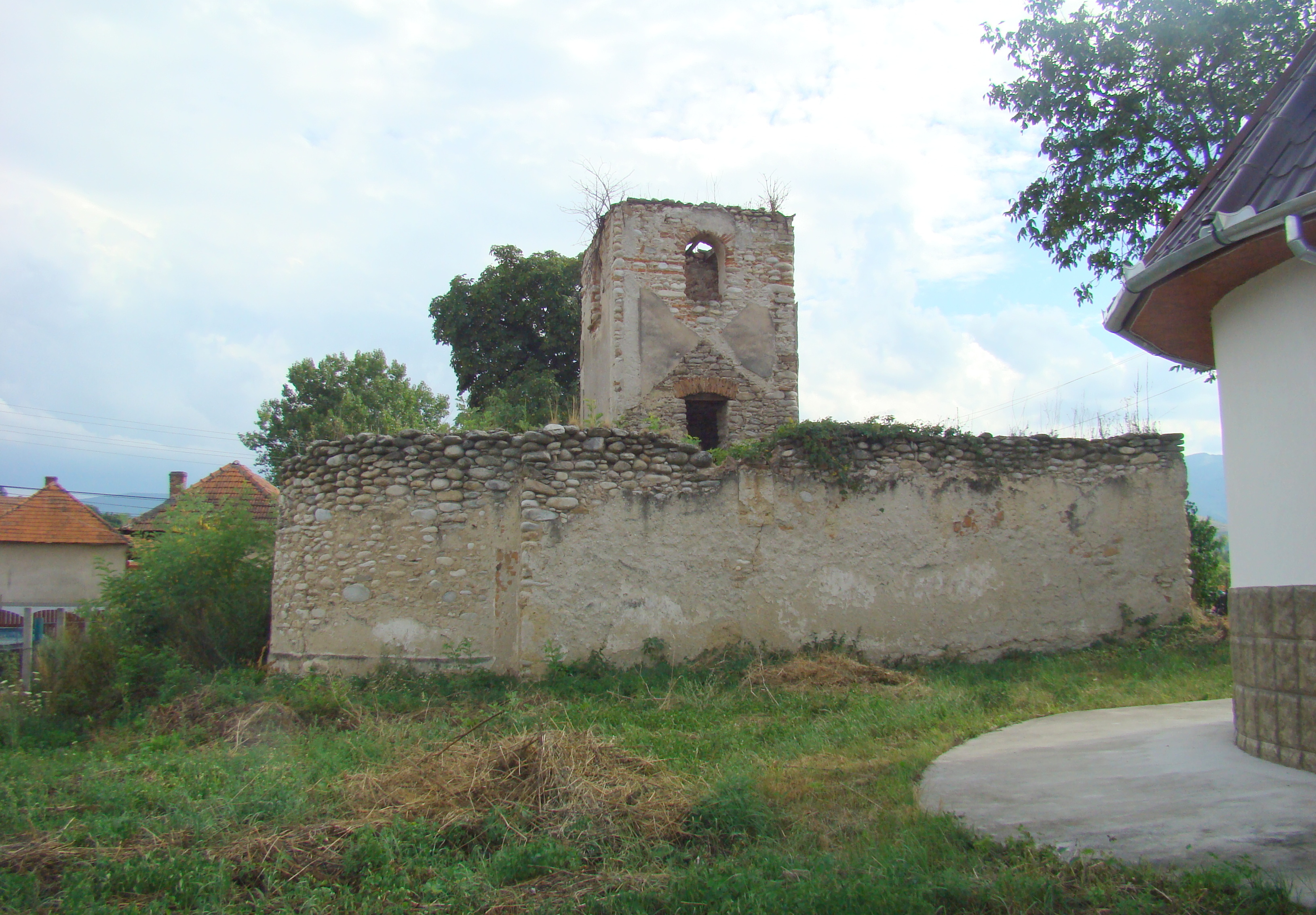
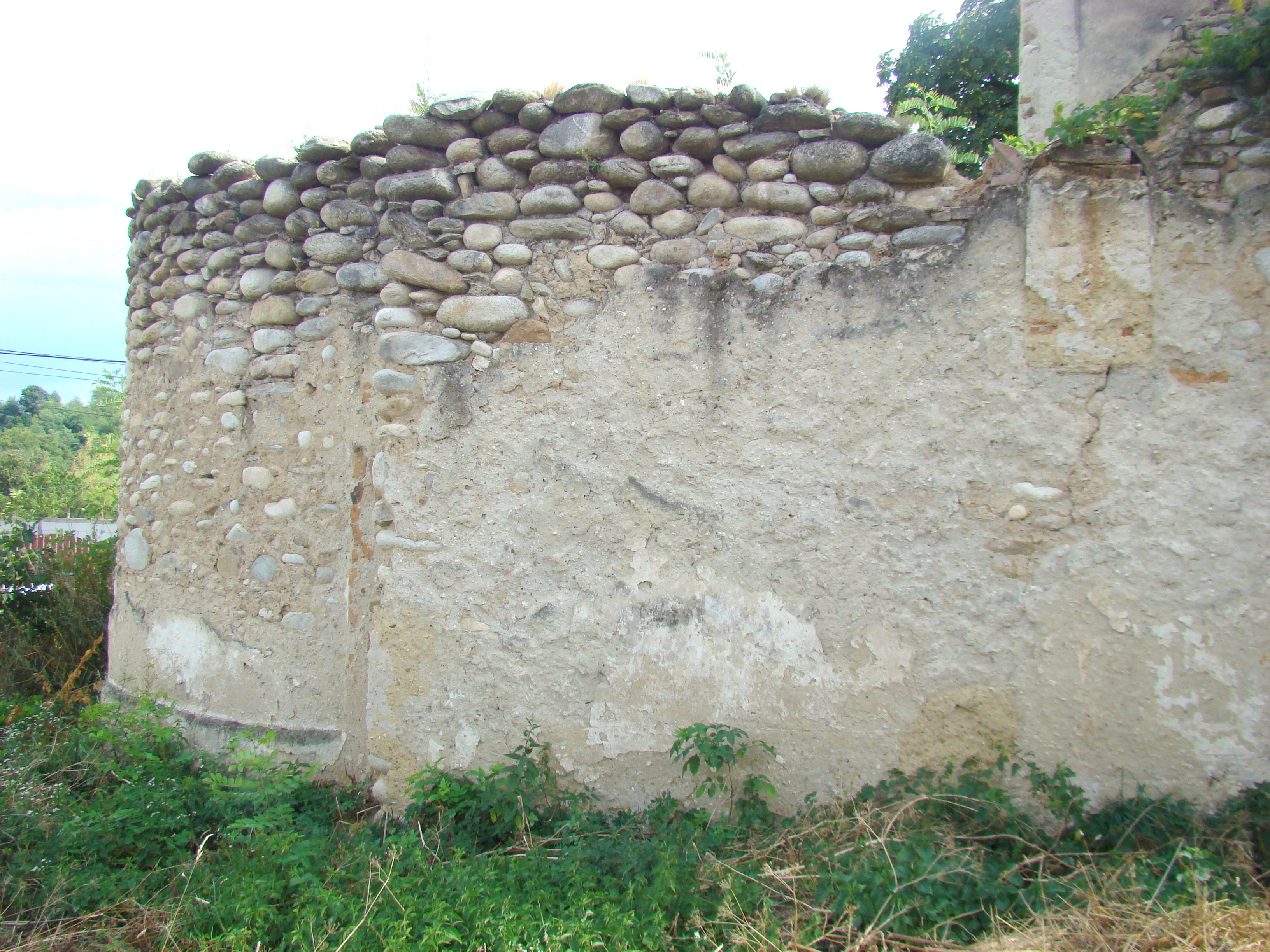
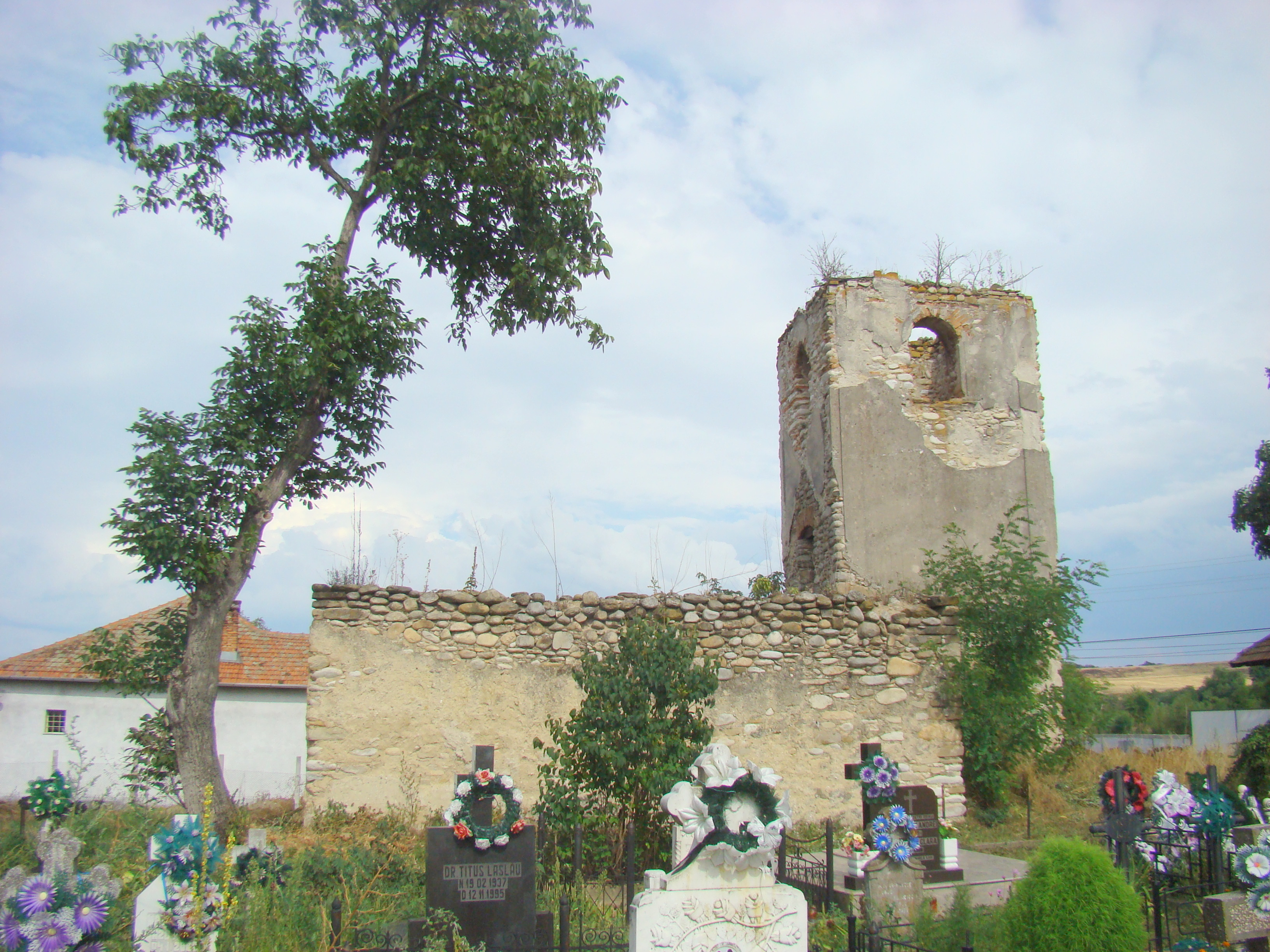
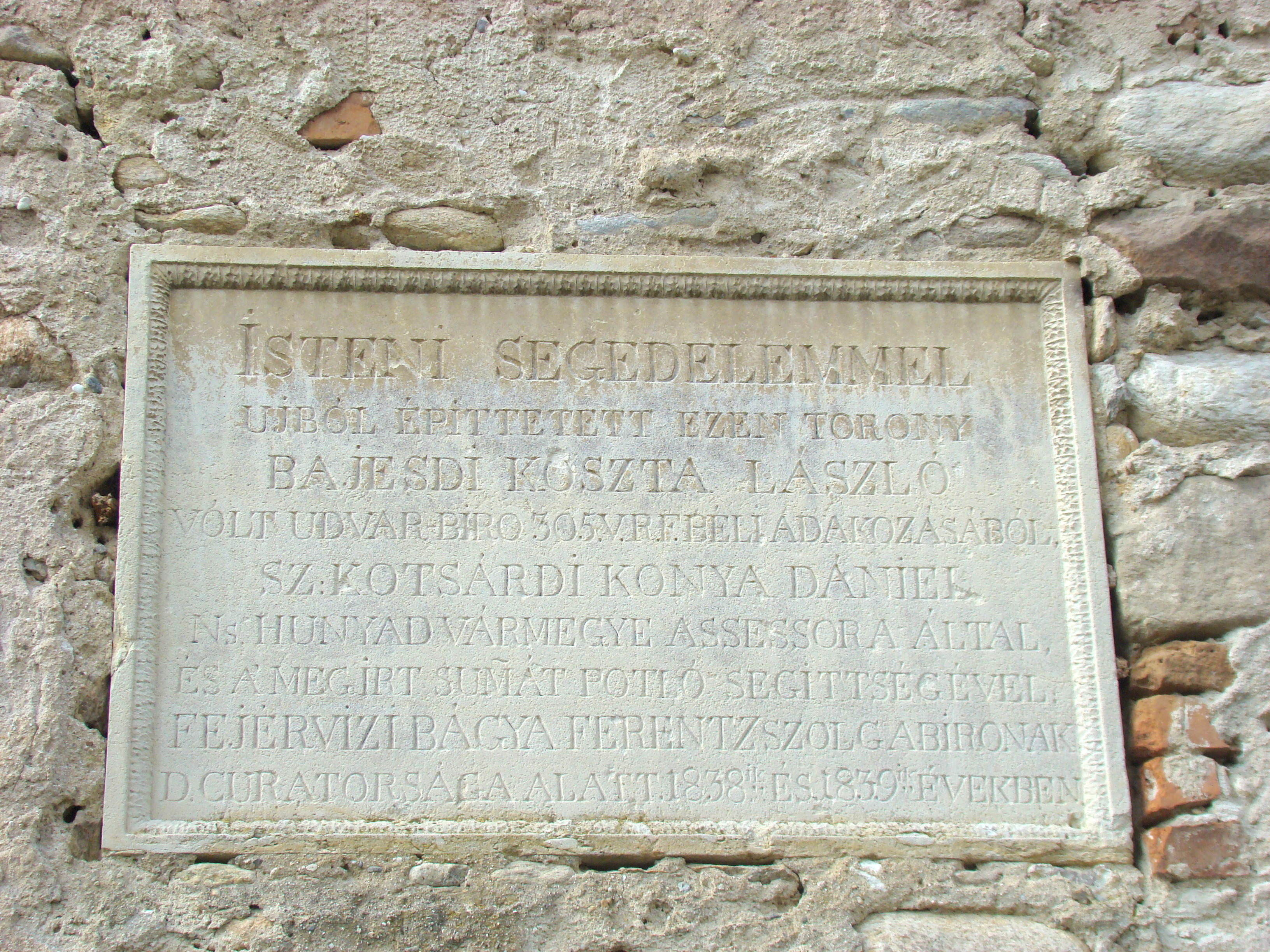
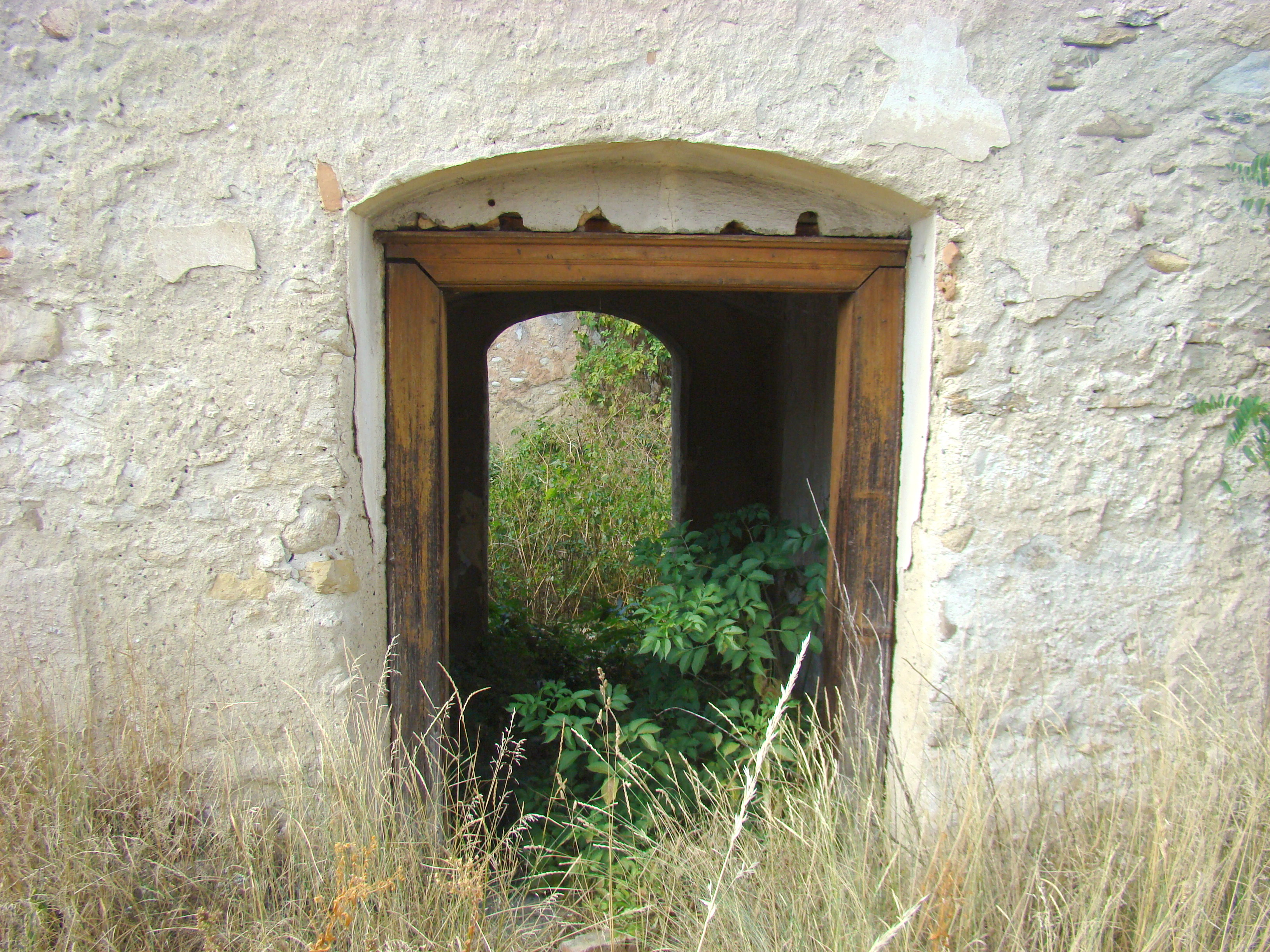
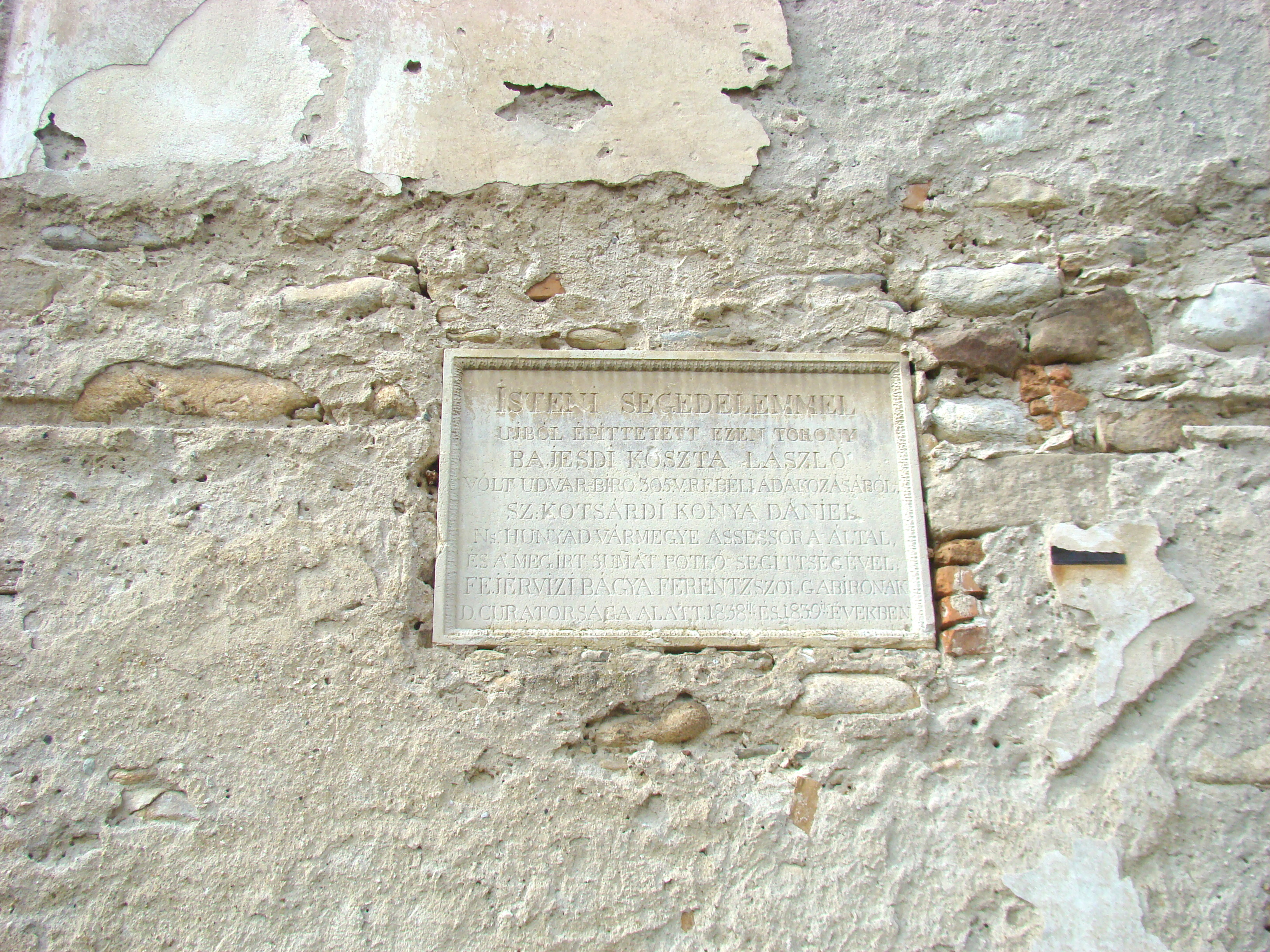
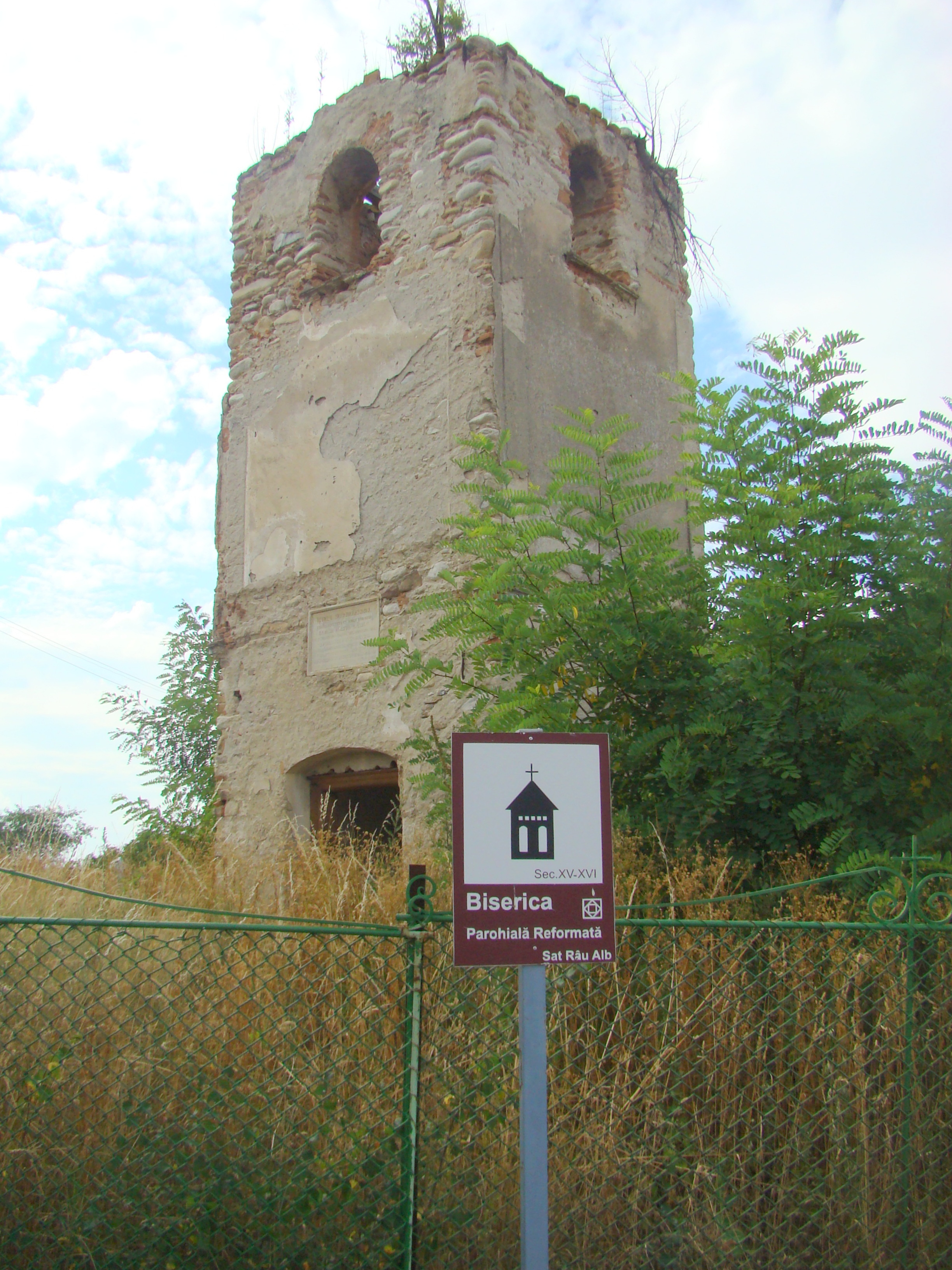

## Vezi și
- Râu Alb, Hunedoara